# Torre de telegrafía óptica de Olmedilla de Alarcón
La torre de telegrafía óptica de Olmedilla de Alarcón, también llamada de Atajollano o de las Carrasquillas es una de las que formaba parte de la línea de Barcelona, que había de comunicar Madrid con aquella ciudad vía Valencia.

## La telegrafía óptica en España
La telegrafía óptica es un invento que se remonta al siglo de la Ilustración, el siglo XVIII. Fue un avance tecnológico de gran importancia, nacido en Francia, que facilitó la rápida transmisión de noticias. En España las líneas de telégrafo óptico no se levantaron hasta la década de 1840, época en la que en Europa ya empezaba a funcionar la telegrafía eléctrica. Por motivos de seguridad se desechó este último tipo de telegrafía dado el peligro de corte de cables por bandoleros o insurgentes.
Estas torres fueron construidas entre 1848 y 1849 para poner en marcha un servicio de mensajería rápida que supusiera  una gran revolución en la comunicación postal del siglo XIX entre la capital y la periferia del país. Este sistema permitía que un mensaje se transmitiera de la primera a la última torre en tan sólo treinta minutos.
La línea Madrid-Valencia comienza su construcción en 1848 y su funcionamiento un año más tarde con treinta torres. La primera estación estaba en Madrid en el edificio de la Aduana, actual Ministerio de Economía y Hacienda al comienzo de la calle Alcalá y el final en el convento de San Francisco de Valencia, hoy desaparecido. Enlazaba con  la línea Valencia-Barcelona.
Los telegrafistas fueron principalmente militares licenciados los cuales se consideraban preparados para dicha misión. Muchos excombatientes de la Primera Guerra Carlista entraron en el servicio por considerarse los más indicados por las penalidades que tendrían que soportar. La organización que se dio al cuerpo de telégrafos fue paramilitar con un nivel superior (facultativo) con acceso al código secreto y otro inferior compuesto por operarios. Las líneas se organizaban militarmente en divisiones con jefatura en cada capital de provincia y cada división en cuatro o cinco secciones compuesta a su vez de cinco o seis estaciones. El personal reclutado, entre oficiales del ejército, lo componían los inspectores de línea, de 1ª y de 2ª clase. El primero era José María Mathé Aragua y de los segundos había dos por cada línea. La dotación teórica de cada estación era de dos operarios, más un auxiliar. Los torreros se alternaban entre sí por turnos. Para que un servicio así funcionase con diligencia se exigía una rigurosa disciplina que exigía una organización paramilitar. Los edificios levantados para servir de soporte a este nuevo avance tecnológico fueron diseñados como torres defensivas fortificadas, como la que se encuentra en Graja de Iniesta o se ocuparon otros edificios suficientemente fortificados. Por orden ministerial de uno de marzo de 1844 se señalaban las condiciones que debían cumplir los lugares donde se colocasen las estaciones repetidoras del telégrafo óptico:
- La distancia entre las estaciones sería como mínimo de dos leguas y máximo de tres, teniendo en cuenta los accidentes geográficos.
- Deberían seguirse las carreteras existentes buscando la mayor seguridad de las zonas transitadas.
- Las estaciones se fijarían en poblaciones siempre que fuera posible.
- En las capitales de provincia se debería procurar colocar las estaciones en el mismo edificio que las autoridades civiles o militares.
- Eran preferibles edificios fortificados del Estado, torres de iglesias o ermitas, castillos o casas fuertes que pudieran defenderse en caso de necesidad.
- Se debería mantener la alineación siempre que fuera posible procurando un radio visual de la línea perpendicular al frente de cada torre, aunque según escribe Madoz: la mayor y más esencial ventaja que lleva, sin disputa, nuestra máquina telegráfica a todas las demás conocidas es la de que sus signos son visibles con igual claridad desde todos los puntos del horizonte, al paso que en la de otros países la percepción de aquellos solo es exacta cuando se observan en una dirección perpendicular....[1]

## Descripción de la torre

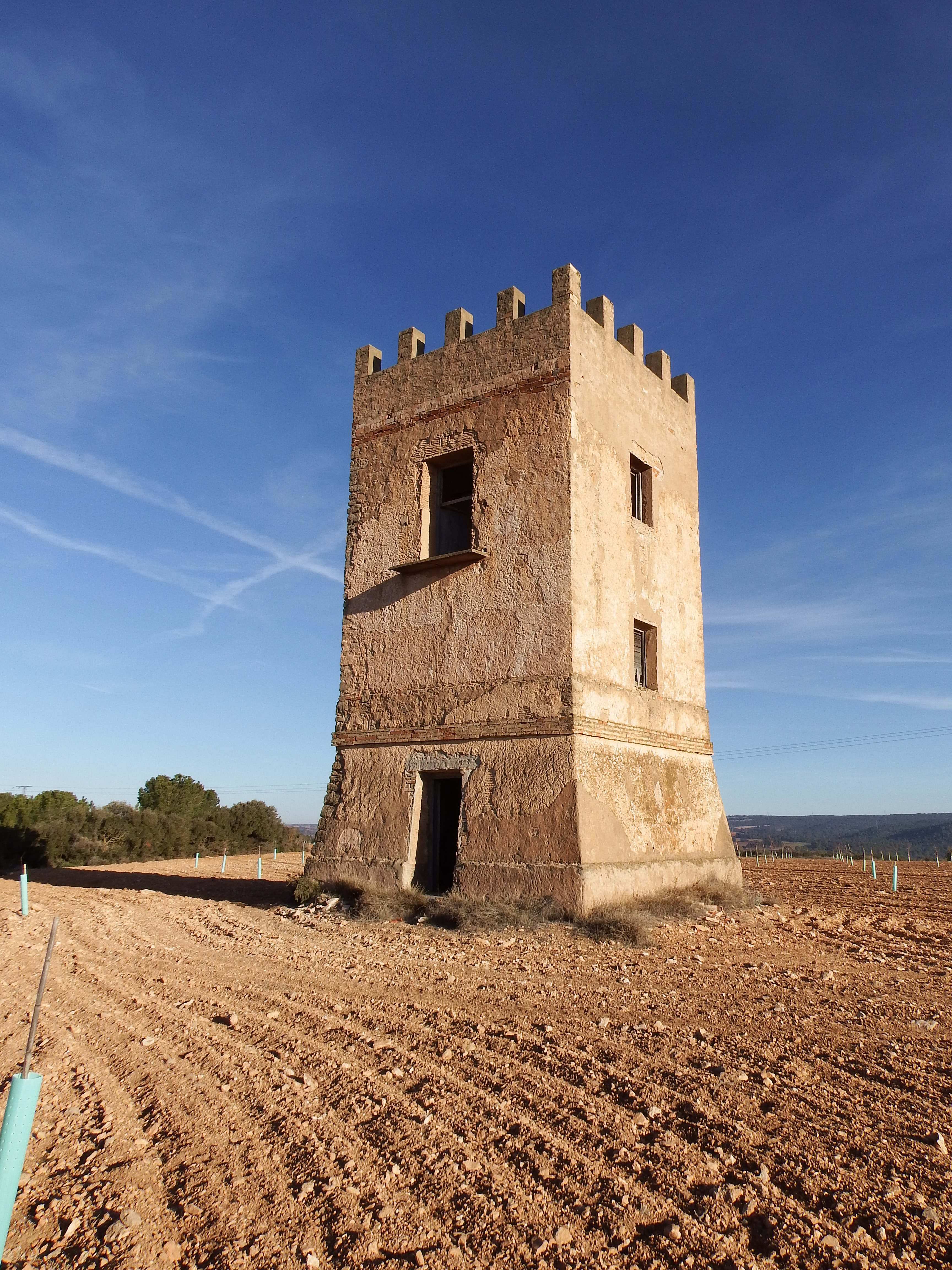
La puerta en la planta baja no es original.
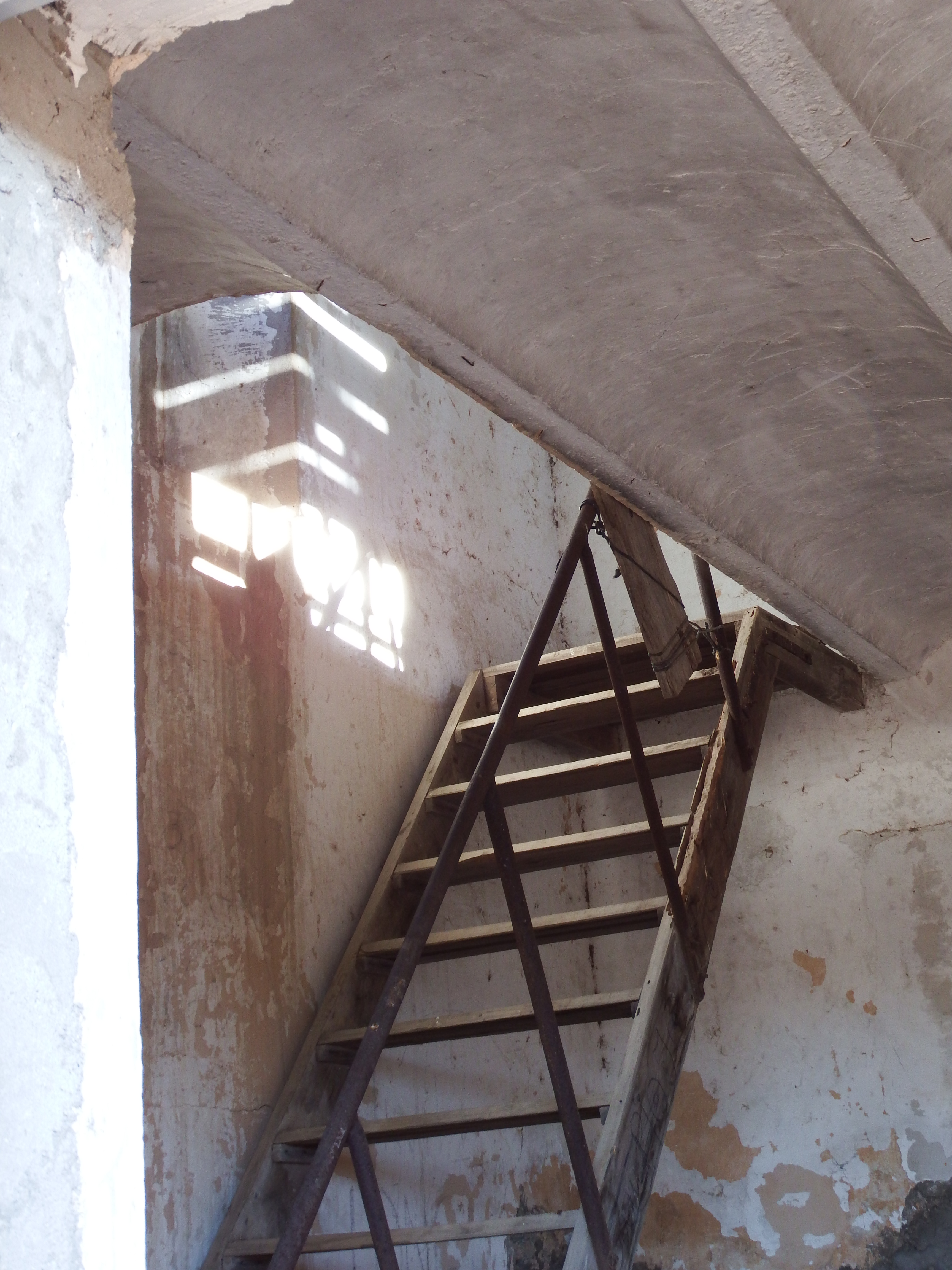
Escalera añadida en el siglo XX
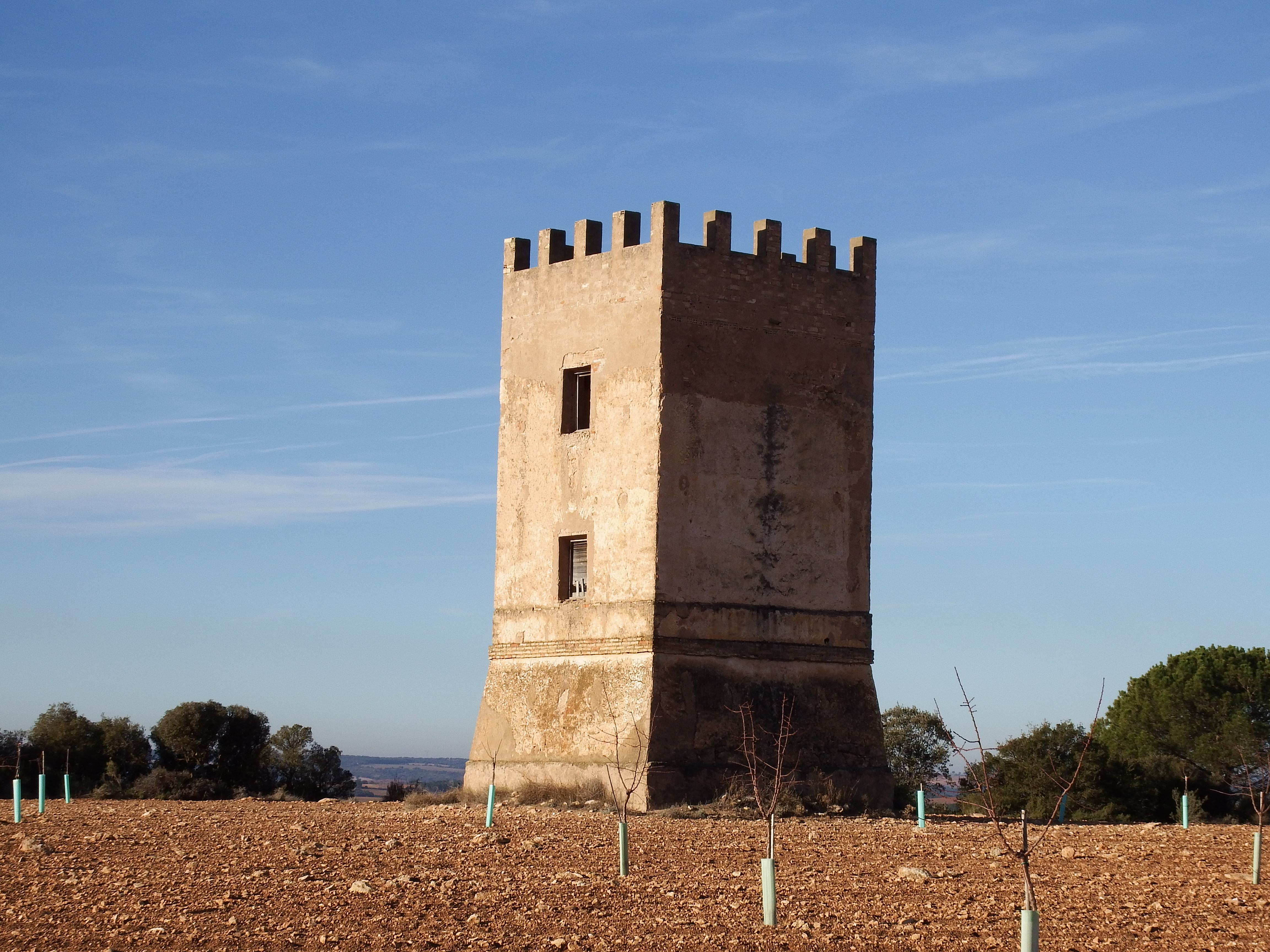
Las ventanas a este y oeste estaban en el planteamiento original, las almenas son un añadido.
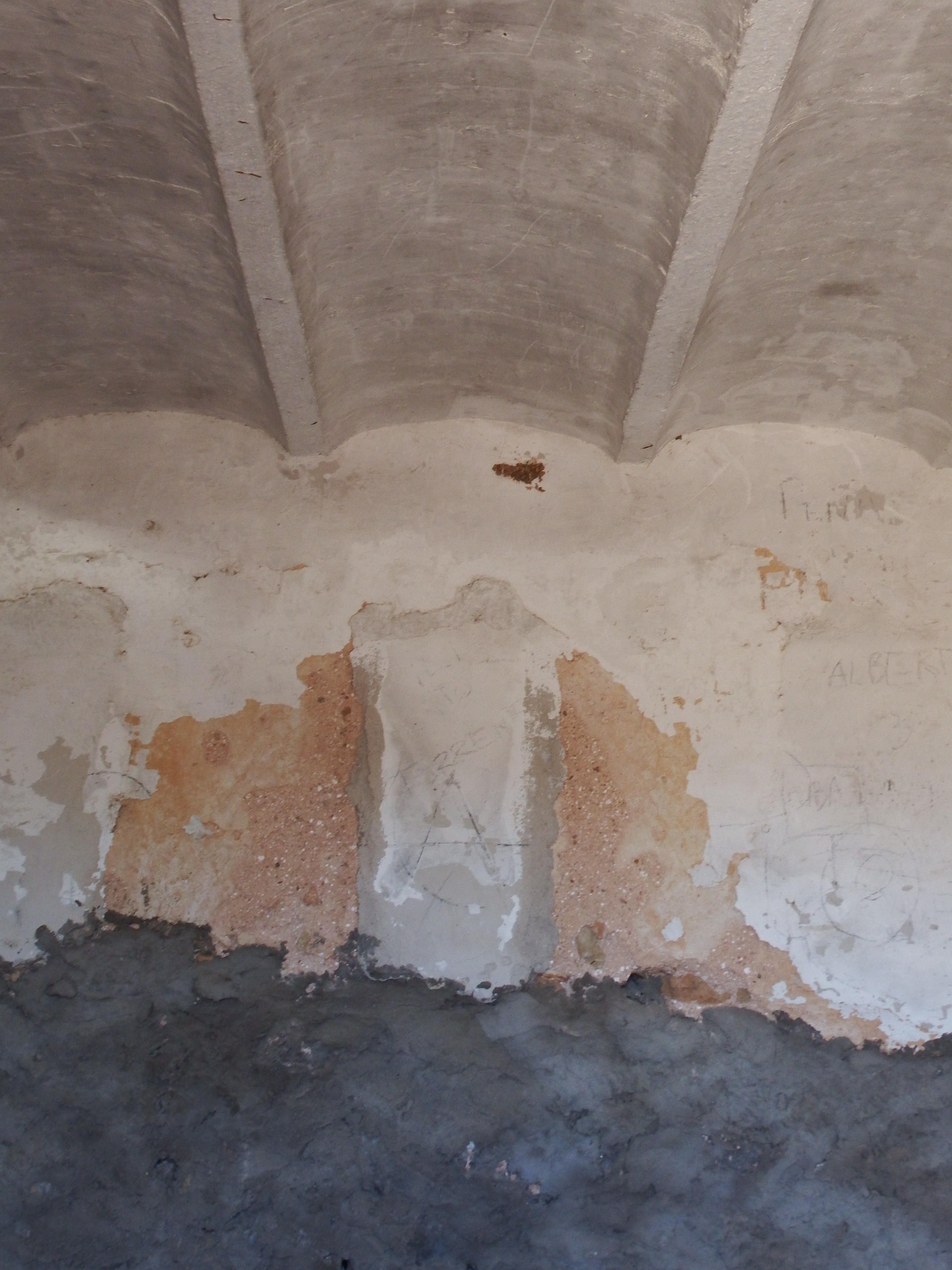
Los techos entre las plantas se conservan, cosa muy poco habitual en estas torres.
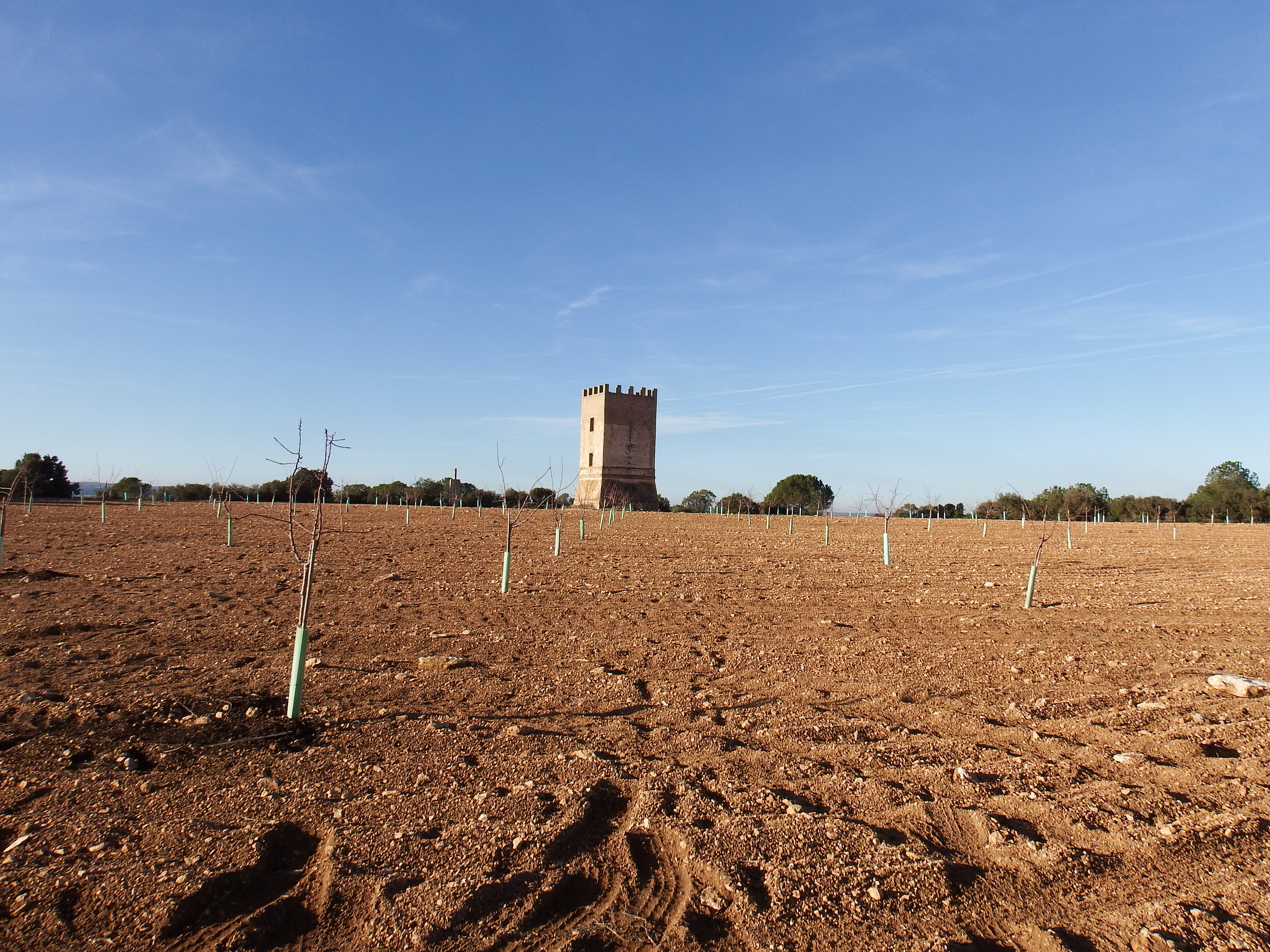
Emplazamiento en 2018.
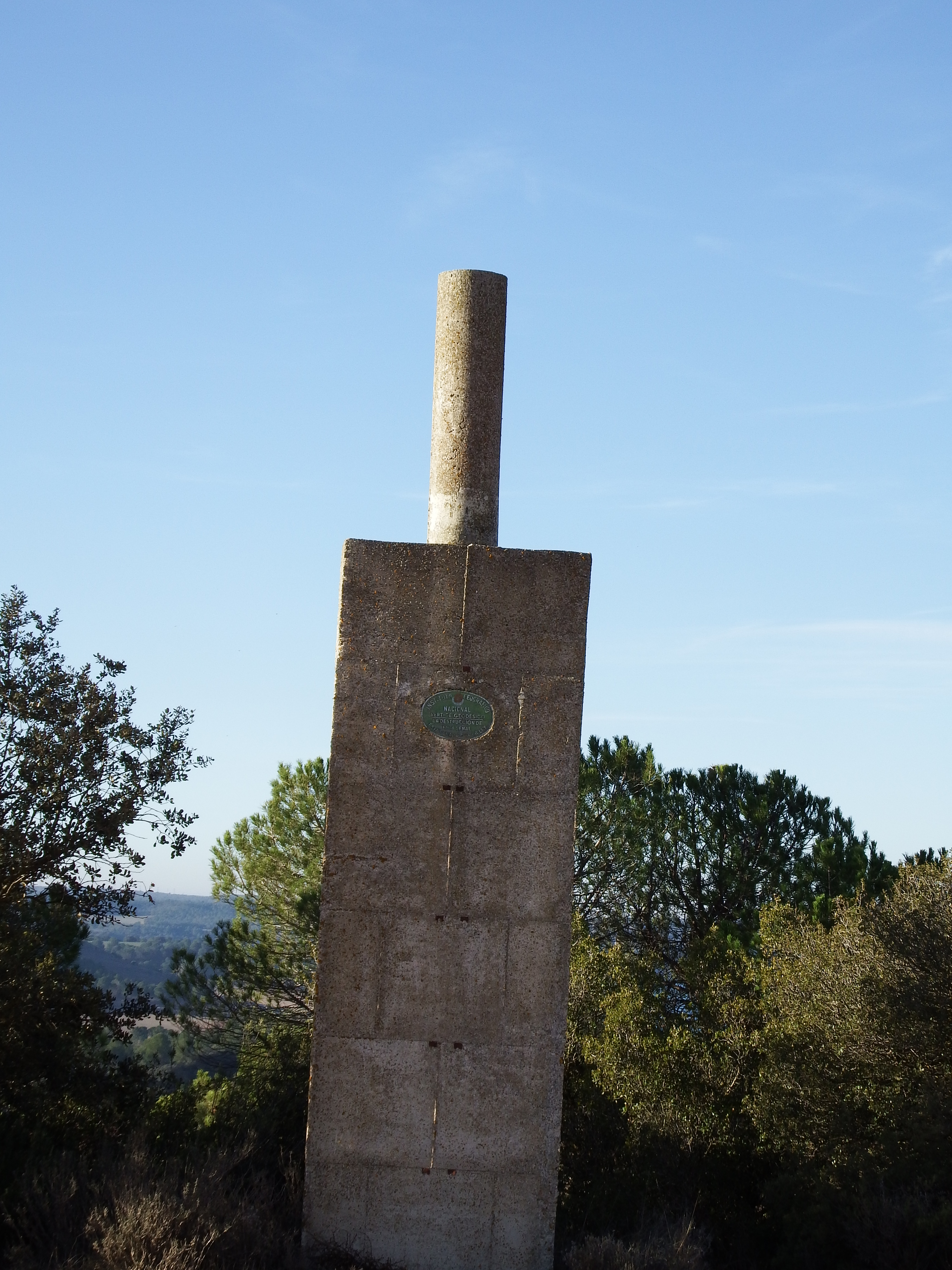
Vértice geodésico cercano a la torre.

Situada en el municipio de Olmedilla de Alarcón, conserva en todos los lados los zócalos y la moldura de cuatro hiladas de ladrillo. Los esquinales son de piedra y el primer cuerpo, ataluzado, presenta las aspilleras tapiadas. En la fachada sur una puerta y, en el piso superior, un balcón sin barandilla, ambos recientes. Conserva el revoco original. La fachada este presentaba dos fuertes pérdidas de material que fueron rellenadas por la reforma, conservando la forma original ataluzada pero tapiando las aspilleras. Sus dos vanos han sido reducidos y cerrados con tablas de madera. La altura original se conservaba hasta el dintel de la ventana superior. Esta fachada muestra tapiados los huecos de andamiaje y restos del encalado fino del lienzo. El lado norte es el único que no abre ningún vano, ni original ni añadido, y debía conservarse hasta una altura de unos ocho metros. Muestra también restos de encalado de tono amarillento claro. En la reforma se le añadió en este lado el desagüe de la terraza superior. El lado oeste, por último, conserva la puerta original, mostrando sus cercos de ladrillo, aunque transformada en ventana. La ventana superior fue reconstruida.

## Historia
Es la torre número diecisiete del tramo entre Madrid y Valencia. Se construyó en 1849 y en septiembre de ese año ya estaba en funcionamiento.
La torre fue transformada en 1967 y 1998, cerrándose las aspilleras y añadiéndose un balcón, así como modificando el acceso, que se situó en la planta inferior.